# Der Sklavenmarkt der jungen Mädchen
Der Sklavenmarkt der jungen Mädchen ist ein kanadisch-tschechischer lesbischer Sexploitationfilm. Er gehört zur Bound Heat-Reihe von Lloyd A. Simandl, der auch Regie führte.

## Handlung
In Tschechien wird auf dem Gelände von New Dawn, einer Frauen-Heilanstalt, die Leiche einer amerikanischen Ermittlerin namens Kelly gefunden, die für eine Ermittlungsbehörde für Migrationsverbrechen arbeitete und den Fall verschwundener amerikanischer Touristinnen untersuchte. Ihre Freundin und Kollegin Julia Grant reist darauf ebenfalls nach Tschechien, wo bereits die lokalen Behörden mit dem Fall beschäftigt sind, um mit Nadia Kazan, der Leiterin des Internats, zu sprechen und den Fall zu untersuchen. Kurz darauf wird auch der Ermittler Thorn ermordet.
Tatsächlich ist Nadia Kazan für den Tod der Ermittlerin verantwortlich, da diese herausgefunden hatte, dass es sich bei New Dawn in Wahrheit um keine medizinische Heilanstalt, sondern von Menschenhändlern geführte Einrichtung handelt, in die junge Frauen entführt werden. Die Mädchen bekommen neue Namen und werden mit Drill und Folter zu Sexsklavinnen ausgebildet, um später auf Auktionen verkauft zu werden. Die Ukrainerin Marina weigert sich, ihren neuen Namen Erika anzunehmen, und wird gefoltert; die beiden Mädchen Dana und Andrea scheitern bei dem Versuch, der Polizei eine Nachricht zukommen zu lassen.
Nach Thorns Ermordung dringt Julia Grant in das Anwesen ein und versucht, Beweise für illegale Aktivitäten zu sammeln. Sie versucht, die in eine Zelle eingesperrte Dana zur Flucht zu überreden, doch Dana lehnt aus Angst vor Nadia Kazan ab. Später entschließt sich Grant, inkognito an einer der monatlichen Partys des Anwesens teilzunehmen, wobei sie auch auf Marina trifft. Schließlich beginnt die Sklavenauktion, bei der Grant für die Summe von 60.000 US-Dollar Dana und Marina zusammen erwirbt. Mit den Mädchen will sie lebende Beweise haben, um zu belegen, was in New Dawn passiert. Sie ahnt nicht, dass beide Mädchen insgeheim für Nadia Kazan arbeiten und ihr ein Schlafmittel verabreichen. Die beiden Sklavinnen werden neuen Besitzern übergeben.
Julia Grant wird in den Folterkeller des Anwesens gebracht, während die Sklavin Anna operiert wird, damit sie Grants Äußeres annimmt. Anschließend wird Anna in ein Fahrzeug gesteckt, das zur Explosion gebracht wird. Ihre verbrannte Leiche soll für diejenige von Grant gehalten werden. Im Anwesen gelingt Grant schließlich die Flucht, wobei sich herausstellt, dass Thorn nicht tot ist, sondern ein Mitarbeiter des Anwesens ist und auch den Tod von Kelly zu verantworten hat. Schließlich gelingt es Grant mit Hilfe eines tschechischen Polizisten, sowohl Kazan als auch Thorn zu erschießen und das Anwesen zu verlassen, das kurz darauf von der Polizei durchsucht wird.

## Produktion
Nach Simkl.com sollen die Dreharbeiten 15 Tage gedauert haben.

## Kritiken
„[...] langatmige Mogelpackung, die weder Erotik noch Action oder gar tatsächliche Sexploitation zu bieten hat. Das Endprodukt ist folglich eine knapp 90minütige Aneinanderreihung langweiliger Nacktszenen, die von einer noch langweiligeren Story notdürftig zusammengehalten wird.“ – moviebreak.de